# Michaël Denutte
 (août 2020).
Michaël Denutte est un journaliste de télévision et de radio belge.

## Carrière
Michaël Denutte est journaliste et reporter pour des documentaires et émissions de télévision. 
Il a également été journaliste et présentateur pour Radio Contact, BFM Belgique ou encore le réseau Nostalgie et Star TV (Belgique).